# Kimetsu no Yaiba
Kimetsu no Yaiba (яп. 鬼滅の刃, Кімецу но Яіба, англ. Demon Slayer: Kimetsu no Yaiba, укр. Клинок, що знищує демонів, неоф. укр. Вбивця демонів) — японська манґа, написана та проілюстрована Ґотоґе Койохару. Сюжет розповідає про Камадо Тандзіро, юнака, який стає вбивцею демонів після того, як майже всю його родину вбиває демон, а єдина уціліла, сестра Недзуко, перетворюється на демона. У своїй подорожі Тандзіро шукає спосіб перетворити Недзуко назад на людину. Манґа виходила у журналі Weekly Shōnen Jump з лютого 2016 року по вересень 2019 року й налічує 23 виданих танкобонів. Англійською мовою манґа видається компанією Viz Media. Водночас видавництво Shueisha видає її англійською та іспанською мовами на своїй вебплатформі Manga Plus.
Компанія ufotable створила аніме-адаптацію манґи, яка транслювалася у форматі телевізійного серіалу з 6 квітня по 28 вересня 2019 року. Відразу після виходу 26-ї серії серіалу був анонсований вихід фільму-продовження, прем'єра якого очікується у 2020 році.
Станом на грудень 2019 року видано понад 25 мільйонів примірників манґи. Аніме-серіал здобув декілька нагород для аніме на Newtype Anime Awards 2019, зокрема як «Найкраще телевізійне аніме».
На 5 вересня 2021 року фільм займав 241-у позицію у списку 250 кращих фільмів за версією IMDb.

## Сюжет
Події сюжету розгортаються в Японії періоду Тайсьо. Камадо Тандзіро — доброзичливий парубок, який живе зі своєю сім'єю і є єдиним її годувальником після смерті свого батька. Проте одного дня, коли Танджіро не було вдома, на його оселю нападає демон і вбиває майже всю його родину — матір, братів, сестер. Єдиною уцілілою Тандзіро виявляє сестру Недзуко, яка перетворилася на демона, проте на диво зберегла людське мислення та здатність співпереживати. Тандзіро випадково зустрічається з Томіокою Ґію, вбивцею демонів, який пропонує хлопцю також стати вбивцею демонів. Тандзіро пристає на цю пропозицію з метою повернути своїй сестрі людську подобу та помститися за смерть матері, братів та сестер. Протягом дій сюжету Тандзіро виявляє, що на демона перетворювати може тільки предок всіх демонів, Кібуцудзі Мудзан. Він знаходить друзів — Дзеніцу та Іноске. Згодом він буде битися проти Демонів дванадцяти місяців — найсильніших демонів, що служать безпосередньо Мудзану.

## Манґа
Манґа Kimetsu no Yaiba написана та проілюстрована Ґотоґе Койохару й виходила з лютого 2016 року по вересень 2019 року в сьонен-журналі Weekly Shōnen Jump компанії Shueisha. 20 липня 2016 року в першому випуску журналу Shonen Jump GIGA вийшла побічна історія манґи.
Компанія Viz Media у рамках програми «Jump Start» видала перші три глави манґи у своєму цифровому журналі «Weekly Shonen Jump». 20 липня 2017 року на San Diego Comic-Con видавництво Viz Media повідомило про отримання ліцензії на видання манґи в Північній Америці.

### Спін-офи
У 2019 році у 18-му номері журналу Weekly Shōnen Jump компанії Shueisha вийшов спін-оф з двох глав манґи під назвою Kimetsu no Yaiba: Tomioka Giyū Gaiden. Сценаристом спін-офу виступив Ґотоґе, ілюстратором — Хірано. Манґа розповідає про персонажа Томіоку Ґію.
Кольоровий спін-оф у форматі йонкоми під назвою Kimetsu no Aima! авторства Рьоджі Хірано виходив з 7 квітня до 29 вересня 2019 року в додатку Shonen Jump+ та на вебсайті видавництва Shueisha. У манзі представлені чібі-версії персонажів основної роботи.

## Ранобе
4 лютого 2019 року в Японії вийшло ранобе Kimetsu no Yaiba Shiawase no Hana (яп. 鬼滅の刃 しあわせの花), авторства Ґотоґе та Ядзіми Яї. Воно розповідає про життя Тандзіро та Дзеніцу до початку подій сюжету основної роботи, також в ньому коротко розповідається про Аой та Канао.
Друге ранобе під назвою Kimetsu no Yaiba Katahane no Chō (яп. 鬼滅の刃 片羽の蝶), авторства Ґотоґе та Ядзіми, вийшло в Японії 4 жовтня 2019 року. У ньому детально розповідається про життя Сінобу та Канае Котьо до, і незабаром після того, як Хімедзіма Ґьомей врятував їхні життя й вони стали вбивцями демонів.

## Аніме
4 червня 2018 року у 27-у номері Weekly Shōnen Jump студія ufotable повідомила про наміри створити за манґою телевізійний аніме-серіал. Серіал транслювався з 6 квітня до 28 вересня 2019 року в телевізійних мережах Tokyo MX, GTV, GYT, BS11 та інших. Режисером аніме виступив Сотодзакі Харуо, за сценарій відповідали працівники Ufotable. Композитори — Кадзіура Юкі та Сіїна Ґо, дизайнер персонажів — Мацусіма Акіра, продюсер — Кондор Хікару. Опенінг — «Gurenge» (яп. 紅蓮華) у виконанні співачки LiSA, ендинг — пісня «from the edge», виконана FictionJunction за участі LiSA. Ендинг 19-ї серії — «Kamado Tanjirō no Uta» (яп. 竈門炭治郎のうた) у виконанні Ґо Шіїни за участі Намі Накаґави. Загалом серіал налічує 26 серій. Компанія Aniplex of America повідомила про отримання ліцензії на поширення аніме. Серіал демонструвався на вебплатформах Crunchyroll, Hulu та FunimationNow. В Австралії та Новій Зеландії аніме транслювалося компанією AnimeLab.
До початку трансляції перші п'ять серій серіалу два тижні з 29 березня 2019 року демонструвалися в кінотеатрах Японії під назвою Kimetsu no Yaiba: Kyōdai no Kizuna (яп. 鬼滅の刃 兄妹の絆). За межами Японії версія для кінотеатрів демонструвалася 31 березня 2019 року компанією Aniplex of America в кінотеатрі Aratani Theatre в Лос-Анджелесі (США) та 2 квітня 2019 року компанією Madman Entertainment у низці кінотеатрів Австралії.
У липні 2019 року анонсований вихід серіалу з англійським озвученням у блоці Toonami телеканалу Adult Swim. Прем'єра відбулася 13 жовтня 2019 року о 1:30.
28 вересня 2019 року відразу після виходу 26 серії був анонсований вихід аніме-фільму Kimetsu no Yaiba: Mugen Ressha-hen (яп. 鬼滅の刃 無限列車編), авторський та акторський склад залишився попереднім. Фільм буде прямим сиквелом першого сезону і заснований на сюжетній арці манґи «Безкінечний поїзд». Прем'єра фільму в Японії очікується у 2020 році.

## Інші роботи
У липні 2019 року вийшов офіційний фанбук Kimetsu no Yaiba.

## Сприйняття

### Манґа
Станом на лютий 2019 року загальносвітовий об'єм виданих копій манґи становить 3,5 млн примірників, станом на вересень 2019 року — понад 10 млн, станом на листопад 2019 року — понад 20 млн, станом на грудень 2019 року — понад 25 млн. Манґа є однією з найпродаваніших у 2019 році. У листопаді 2019 року видавництво Shueisha заявило, що Kimetsu no Yaiba з 10,8 млн проданих томів стало їхньою 2-ю найпродаванішою манґою за період з листопада 2018 року до листопада 2019 року, поступившись лише One Piece Оди Еїтіро, продажі якого за цей самий період становили 12,7 млн томів. Водночас у 2019 році манґа посіла перше місце в щорічному рейтингу манґи від Oricon, де було зазначено, що з листопада 2018 року до листопада 2019 року було продано 12 млн примірників манґи, тоді як One Piece з понад 10,1 млн проданих примірників посів друге місце за цей самий період. Досягнення манґи Ґотоґе помітив Ода, який написав щодо цього короткий коментар.
У 2017 році манґа посіла 14-е місце у списку рекомендованої манґи, складеному працівниками японських книжкових магазинів, та 19-е місце в списку найкращої манґи 2018 року для читачів-чоловіків у Kono Manga ga Sugoi!. У 2019 році Kimetsu no Yaiba посіло 10-е місце у 19-у списку «Книга року», складеному журналом Da Vinci. Манґа посіла 19-е місце у списку найкращої манґи 2019 року для читачів-чоловіків Kono Manga ga Sugoi!.

### Ранобе
У 2019 році продажі ранобе Demon Slayer: Flower of Happines та Demon Slayer: One-Winged Butterfly склали близько 210 966 примірників та близько 196 674 примірників відповідно. Обидві роботи посіли 3-є та 4-е місця відповідно в загальному рейтингу від Oricon. Загалом у 2019 році було продано 407 640 примірників ранобе за Kimetsu no Yaiba, що робить їх 10-ми в рейтингу найпродаваніших ранобе року.

### Аніме
У 2019 році аніме-серіал здобув низку нагород від Newtype, зокрема: «Найкраще телевізійне аніме», «Найкращий чоловічий персонаж» (Камадо Тандзіро), «Найкращий жіночий персонаж» (Камадо Недзуко), «Найкраща тематична пісня», «Найкращий режисер», «Найкращий дизайн персонажів», «Найкращий сейю» (Ханае Нацукі) та «Найкраща сейю» (Кіто Акарі).
Аніме-серіал вважається одним з найкращих аніме 2010-х років. Зокрема, таким його назвав вебсайт Polygon. Crunchyroll включив аніме у свій список «25 найкращих аніме 2010-х років». Сейдж Ешфорд (англ. Sage Ashford) у своїй статті для Comic Book Resources помістив серіал на друге місце свого списку, похваливши анімацію та протагоністів аніме.